# نید
نید (به انگلیسی: Nied) رودخانهای است که در آلمان و فرانسه جریان دارد.